# Seria GP2 – Bahrain 2013
Runda GP2 na torze Bahrain International Circuit – druga runda mistrzostw serii GP2 w sezonie 2013.

## Wyniki

### Sesja treningowa
| Nr | Kierowca     | Konstruktor        | Czas     | Okr. |
| -- | ------------ | ------------------ | -------- | ---- |
| 8  | Fabio Leimer | Racing Engineering | 1:41,361 | 8    |

### Kwalifikacje
Źródło: Autosport
| 1                 | 8  | Fabio Leimer        | Racing Engineering   | 1:39,427 | 1       |
| 2                 | 1  | Marcus Ericsson     | DAMS                 | 1:40,420 | 2       |
| 3                 | 9  | Felipe Nasr         | Carlin               | 1:40,520 | 3       |
| 4                 | 18 | Stefano Coletti     | Rapax                | 1:40,585 | 4       |
| 5                 | 12 | Tom Dillmann        | Russian Time         | 1:40,689 | 5       |
| 6                 | 2  | Stéphane Richelmi   | DAMS                 | 1:40,704 | 6       |
| 7                 | 15 | Alexander Rossi     | Caterham Racing      | 1:40,756 | 7       |
| 8                 | 26 | Adrian Quaife-Hobbs | MP Motorsport        | 1:40,769 | 8       |
| 9                 | 11 | Sam Bird            | Russian Time         | 1:40,842 | 9       |
| 10                | 22 | Robin Frijns        | Hilmer Motorsport    | 1:40,865 | 10      |
| 11                | 3  | James Calado        | ART Grand Prix       | 1:40,878 | 21      |
| 12                | 19 | Simon Trummer       | Rapax                | 1:40,892 | 11      |
| 13                | 10 | Jolyon Palmer       | Carlin               | 1:41,033 | 12      |
| 14                | 5  | Johnny Cecotto Jr.  | Arden International  | 1:41,043 | 13      |
| 15                | 4  | Daniel Abt          | ART Grand Prix       | 1:41,070 | 14      |
| 16                | 25 | Kevin Giovesi       | Venezuela GP Lazarus | 1:41,236 | 18      |
| 17                | 6  | Mitch Evans         | Arden International  | 1:41,237 | 15      |
| 18                | 21 | Kevin Ceccon        | Trident Racing       | 1:41,243 | 16      |
| 19                | 7  | Julián Leal         | Racing Engineering   | 1:41,504 | 17      |
| 20                | 24 | René Binder         | Venezuela GP Lazarus | 1:41,553 | 19      |
| 21                | 16 | Jake Rosenzweig     | Barwa Addax          | 1:41,687 | 20      |
| 22                | 20 | Nathanaël Berthon   | Trident Racing       | 1:41,730 | 22      |
| 23                | 23 | Pål Varhaug         | Hilmer Motorsport    | 1:41,980 | 23      |
| 24                | 17 | Rio Haryanto        | Venezuela GP Lazarus | 1:41,981 | 24      |
| 25                | 27 | Daniël de Jong      | MP Motorsport        | 1:42,284 | 25      |
| Zdyskwalifikowani |    |                     |                      |          |         |
|                   | 14 | Sergio Canamasas    | Caterham Racing      | 1:41,229 | 26      |
| Poz.              | Nr | Kierowca            | Konstruktor          | Czas     | Poz. s. |

### Główny wyścig

#### Wyścig
Źródło: Wyprzedź Mnie!
| P                 | + / –     | Nr | Kierowca            | Konstruktor          | Okr. | Czas / Strata | Komentarz |
| ----------------- | --------- | -- | ------------------- | -------------------- | ---- | ------------- | --------- |
| 1                 | Bez zmian | 8  | Fabio Leimer        | Racing Engineering   | 32   | 57:21,528     |           |
| 2                 | 2         | 18 | Stefano Coletti     | Rapax                | 32   | +0:01,929     |           |
| 3                 | 4         | 15 | Alexander Rossi     | Caterham Racing      | 32   | +0:09,030     |           |
| 4                 | 1         | 9  | Felipe Nasr         | Carlin               | 32   | +0:09,498     |           |
| 5                 | 7         | 10 | Jolyon Palmer       | Carlin               | 32   | +0:15,037     |           |
| 6                 | 3         | 11 | Sam Bird            | Russian Time         | 32   | +0:28,518     |           |
| 7                 | 1         | 26 | Adrian Quaife-Hobbs | MP Motorsport        | 32   | +0:33,067     |           |
| 8                 | 3         | 12 | Tom Dillmann        | Russian Time         | 32   | +0:33,589     |           |
| 9                 | 2         | 19 | Simon Trummer       | Rapax                | 32   | +0:36,246     |           |
| 10                | 3         | 5  | Johnny Cecotto Jr.  | Arden International  | 32   | +0:37,459     |           |
| 11                | 5         | 21 | Kevin Ceccon        | Trident Racing       | 32   | +0:42,502     |           |
| 12                | 9         | 3  | James Calado        | ART Grand Prix       | 32   | +0:48,084     |           |
| 13                | 11        | 1  | Marcus Ericsson     | DAMS                 | 32   | +0:48,709     |           |
| 14                | Bez zmian | 4  | Daniel Abt          | ART Grand Prix       | 32   | +0:53,482     |           |
| 15                | 9         | 17 | Rio Haryanto        | Barwa Addax          | 32   | +0:59,146     |           |
| 16                | 4         | 16 | Jake Rosenzweig     | Barwa Addax          | 32   | +1:05,997     |           |
| 17                | 5         | 20 | Nathanaël Berthon   | Trident Racing       | 32   | +1:10,696     |           |
| 18                | 1         | 24 | René Binder         | Venezuela GP Lazarus | 32   | +1:11,776     |           |
| 19                | 2         | 7  | Julián Leal         | Racing Engineering   | 32   | +1:19,886     |           |
| 20                | 6         | 14 | Sergio Canamasas    | Caterham Racing      | 32   | +1:20,456     |           |
| 21                | 11        | 22 | Robin Frijns        | Hilmer Motorsport    | 31   | +1 okr.       |           |
| Niesklasyfikowani |           |    |                     |                      |      |               |           |
|                   |           | 25 | Kevin Giovesi       | Venezuela GP Lazarus | 27   |               |           |
|                   |           | 6  | Mitch Evans         | Arden International  | 25   |               |           |
|                   |           | 2  | Stéphane Richelmi   | DAMS                 | 20   |               |           |
|                   |           | 23 | Pål Varhaug         | Hilmer Motorsport    | 4    |               |           |
|                   |           | 27 | Daniël de Jong      | MP Motorsport        | 1    |               |           |
| P                 | + / –     | Nr | Kierowca            | Konstruktor          | Okr. | Czas / Strata | Komentarz |

#### Najszybsze okrążenie
| Nr | Kierowca    | Konstruktor        | Czas     | Okr. |
| -- | ----------- | ------------------ | -------- | ---- |
| 7  | Julián Leal | Racing Engineering | 1:43,889 | 24   |

#### Premia za najszybsze okrążenie w TOP 10
| Nr | Kierowca           | Konstruktor         | Czas     | Okr. |
| -- | ------------------ | ------------------- | -------- | ---- |
| 5  | Johnny Cecotto Jr. | Arden International | 1:45,115 | 28   |

### Sprint

#### Wyścig
Źródło: Wyprzedź Mnie!
| P                 | + / – | Nr | Kierowca            | Konstruktor          | Okr. | Czas / Strata | Komentarz |
| ----------------- | ----- | -- | ------------------- | -------------------- | ---- | ------------- | --------- |
| 1                 | 2     | 11 | Sam Bird            | Russian Time         | 23   | 41:08,133     |           |
| 2                 | 3     | 9  | Felipe Nasr         | Carlin               | 23   | +0:00,080     |           |
| 3                 | 4     | 18 | Stefano Coletti     | Rapax                | 23   | +0:04,206     |           |
| 4                 | 3     | 12 | Tom Dillmann        | Russian Time         | 23   | +0:10,328     |           |
| 5                 | 7     | 3  | James Calado        | ART Grand Prix       | 23   | +0:19,713     |           |
| 6                 | 2     | 10 | Jolyon Palmer       | Carlin               | 23   | +0:21,773     |           |
| 7                 | 7     | 4  | Daniel Abt          | ART Grand Prix       | 23   | +0:24,108     |           |
| 8                 | 6     | 26 | Adrian Quaife-Hobbs | MP Motorsport        | 23   | +0:27,722     |           |
| 9                 | 1     | 8  | Fabio Leimer        | Racing Engineering   | 23   | +0:27,894     |           |
| 10                | 1     | 21 | Kevin Ceccon        | Trident Racing       | 23   | +0:27,997     |           |
| 11                | 9     | 14 | Sergio Canamasas    | Caterham Racing      | 23   | +0:28,601     |           |
| 12                | 2     | 5  | Johnny Cecotto Jr.  | Arden International  | 23   | +0:35,477     |           |
| 13                | 11    | 2  | Stéphane Richelmi   | DAMS                 | 23   | +0:35,858     |           |
| 14                | 5     | 19 | Simon Trummer       | Rapax                | 23   | +0:36,346     |           |
| 15                | 8     | 6  | Mitch Evans         | Arden International  | 23   | +0:36,950     |           |
| 16                | 3     | 7  | Julián Leal         | Racing Engineering   | 23   | +0:37,671     |           |
| 17                | 5     | 25 | Kevin Giovesi       | Venezuela GP Lazarus | 23   | +0:41,248     |           |
| 18                | 8     | 27 | Daniël de Jong      | MP Motorsport        | 23   | +0:44,757     |           |
| 19                | 3     | 16 | Jake Rosenzweig     | Barwa Addax          | 23   | +0:47,006     |           |
| 20                | 14    | 15 | Alexander Rossi     | Caterham Racing      | 23   | +0:52,044     |           |
| 21                | 4     | 23 | Pål Varhaug         | Hilmer Motorsport    | 23   | +0:54,740     |           |
| 22                | 5     | 20 | Nathanaël Berthon   | Trident Racing       | 23   | +0:55,332     |           |
| 23                | 2     | 22 | Robin Frijns        | Hilmer Motorsport    | 23   | +1:02,964     |           |
| 24                | 9     | 17 | Rio Haryanto        | Barwa Addax          | 23   | +1:17,388     |           |
| 25                | 7     | 24 | René Binder         | Venezuela GP Lazarus | 22   | +1 okr.       |           |
| Niesklasyfikowani |       |    |                     |                      |      |               |           |
|                   |       | 1  | Marcus Ericsson     | DAMS                 | 5    |               |           |
| P                 | + / – | Nr | Kierowca            | Konstruktor          | Okr. | Czas / Strata | Komentarz |

#### Najszybsze okrążenie
| Nr | Kierowca          | Konstruktor    | Czas     | Okr. |
| -- | ----------------- | -------------- | -------- | ---- |
| 20 | Nathanaël Berthon | Trident Racing | 1:45,301 | 17   |

#### Premia za najszybsze okrążenie w TOP 10
| Nr | Kierowca | Konstruktor  | Czas     | Okr. |
| -- | -------- | ------------ | -------- | ---- |
| 11 | Sam Bird | Russian Time | 1:45,465 | 4    |

## Lista startowa
| Team                 | Nr | Kierowca            |
| -------------------- | -- | ------------------- |
| DAMS                 | 1  | Marcus Ericsson     |
| DAMS                 | 2  | Stéphane Richelmi   |
| ART Grand Prix       | 3  | James Calado        |
| ART Grand Prix       | 4  | Daniel Abt          |
| Arden International  | 5  | Johnny Cecotto Jr.  |
| Arden International  | 6  | Mitch Evans         |
| Racing Engineering   | 7  | Julián Leal         |
| Racing Engineering   | 8  | Fabio Leimer        |
| Carlin               | 9  | Felipe Nasr         |
| Carlin               | 10 | Jolyon Palmer       |
| Russian Time         | 11 | Sam Bird            |
| Russian Time         | 12 | Tom Dillmann        |
| EQ8 Caterham Racing  | 14 | Sergio Canamasas    |
| EQ8 Caterham Racing  | 15 | Alexander Rossi     |
| Barwa Addax          | 16 | Jake Rosenzweig     |
| Barwa Addax          | 17 | Rio Haryanto        |
| Rapax                | 18 | Stefano Coletti     |
| Rapax                | 19 | Simon Trummer       |
| Trident Racing       | 20 | Nathanaël Berthon   |
| Trident Racing       | 21 | Kevin Ceccon        |
| Hilmer Motorsport    | 22 | Robin Frijns        |
| Hilmer Motorsport    | 23 | Pål Varhaug         |
| Venezuela GP Lazarus | 24 | René Binder         |
| Venezuela GP Lazarus | 25 | Kevin Giovesi       |
| MP Motorsport        | 26 | Adrian Quaife-Hobbs |
| MP Motorsport        | 27 | Daniël de Jong      |

## Klasyfikacja po zakończeniu rundy

### Kierowcy
| P  | +/− | Kierowca            | Starty | Punkty | P1 | P2 | P3 | PP | NO | NS |
| -- | --- | ------------------- | ------ | ------ | -- | -- | -- | -- | -- | -- |
| 1  | 0   | Stefano Coletti     | 4      | 64     | 1  | 1  | 2  | 1  | 1  | –  |
| 2  | 0   | Fabio Leimer        | 4      | 54     | 2  | –  | –  | 1  | –  | –  |
| 3  | 0   | Felipe Nasr         | 4      | 48     | –  | 2  | –  | –  | –  | –  |
| 4  | +5  | Sam Bird            | 4      | 33     | 1  | –  | –  | –  | 2  | 1  |
| 5  | −1  | James Calado        | 4      | 24     | –  | 1  | –  | –  | –  | 1  |
| 6  | +2  | Jolyon Palmer       | 4      | 22     | –  | –  | –  | –  | –  | –  |
| 7  | N   | Alexander Rossi     | 2      | 15     | –  | –  | 1  | –  | –  | –  |
| 8  | +7  | Tom Dillmann        | 4      | 12     | –  | –  | –  | –  | –  | –  |
| 9  | −4  | Stéphane Richelmi   | 4      | 12     | –  | –  | –  | –  | –  | 1  |
| 10 | −4  | Mitch Evans         | 4      | 11     | –  | –  | 1  | –  | –  | 1  |
| 11 | −4  | Julián Leal         | 4      | 10     | –  | –  | –  | –  | –  | 1  |
| 12 | −2  | Johnny Cecotto Jr.  | 4      | 9      | –  | –  | –  | –  | 1  | –  |
| 13 | −2  | Simon Trummer       | 4      | 8      | –  | –  | –  | –  | –  | –  |
| 14 | +8  | Adrian Quaife-Hobbs | 4      | 7      | –  | –  | –  | –  | –  | 1  |
| 15 | −3  | Conor Daly          | 2      | 2      | –  | –  | –  | –  | –  | –  |
| 16 | +4  | Daniel Abt          | 4      | 2      | –  | –  | –  | –  | –  | 1  |
| 17 | −4  | René Binder         | 4      | 1      | –  | –  | –  | –  | –  | –  |
| 18 | +3  | Kevin Ceccon        | 4      | 0      | –  | –  | –  | –  | –  | –  |
| 19 | −5  | Kevin Giovesi       | 4      | 0      | –  | –  | –  | –  | –  | –  |
| 20 | −2  | Sergio Canamasas    | 4      | 0      | –  | –  | –  | –  | –  | –  |
| 21 | −5  | Marcus Ericsson     | 4      | 0      | –  | –  | –  | –  | –  | 2  |
| 22 | −5  | Daniël de Jong      | 4      | 0      | –  | –  | –  | –  | –  | 2  |
| 23 | 0   | Rio Haryanto        | 4      | 0      | –  | –  | –  | –  | –  | –  |
| 24 | −6  | Pål Varhaug         | 4      | 0      | –  | –  | –  | –  | –  | 1  |
| 25 | −2  | Jake Rosenzweig     | 4      | 0      | –  | –  | –  | –  | –  | –  |
| 26 | −1  | Nathanaël Berthon   | 4      | 0      | –  | –  | –  | –  | –  | 1  |
| 27 | N   | Robin Frijns        | 2      | 0      | –  | –  | –  | –  | –  | –  |
| 28 | −2  | Ma Qinghua          | 1      | 0      | –  | –  | –  | –  | –  | –  |
| P  | +/− | Kierowca            | Starty | Punkty | P1 | P2 | P3 | PP | NO | NS |

### Konstruktorzy
| P  | +/− | Konstruktor          | Starty | Punkty | P1 | P2 | P3 | PP | NO | NS |
| -- | --- | -------------------- | ------ | ------ | -- | -- | -- | -- | -- | -- |
| 1  | 0   | Rapax                | 8      | 72     | 1  | 1  | 2  | 1  | 1  | –  |
| 2  | +1  | Carlin               | 8      | 70     | –  | 2  | –  | –  | –  | –  |
| 3  | −1  | Racing Engineering   | 8      | 64     | 2  | –  | –  | 1  | –  | 1  |
| 4  | +3  | Russian Time         | 8      | 45     | 1  | –  | –  | –  | 2  | 1  |
| 5  | −1  | ART Grand Prix       | 8      | 26     | –  | 1  | –  | –  | –  | 2  |
| 6  | −1  | Arden International  | 8      | 20     | –  | –  | 1  | –  | 1  | 1  |
| 7  | +4  | Caterham Racing      | 7      | 15     | –  | –  | 1  | –  | –  | –  |
| 8  | −2  | DAMS                 | 8      | 12     | –  | –  | –  | –  | –  | 3  |
| 9  | +1  | MP Motorsport        | 8      | 7      | –  | –  | –  | –  | –  | 3  |
| 10 | −2  | Hilmer Motorsport    | 8      | 2      | –  | –  | –  | –  | –  | 1  |
| 11 | −2  | Venezuela GP Lazarus | 8      | 1      | –  | –  | –  | –  | –  | 1  |
| 12 | 0   | Trident Racing       | 8      | 0      | –  | –  | –  | –  | –  | 1  |
| 13 | 0   | Barwa Addax          | 8      | 0      | –  | –  | –  | –  | –  | –  |
| P  | +/− | Konstruktor          | Starty | Punkty | P1 | P2 | P3 | PP | NO | NS |